# Grotte-ermitage des Aygalades
La grotte-ermitage des Aygalades ou grotte-ermitage des Carmes est l'une des premières implantations de la congrégation des Carmes en France. Elle est située dans les quartiers Nord de Marseille, surplombant l'autoroute A7 vers La Viste.
Elle fait l’objet d’un classement au titre des monuments historiques depuis le 31 août 1992 et d'une inscription depuis le 2 septembre 1994.
Quelques frères carmes auraient migré à Marseille vers 1244 afin de s'y installer dans la grotte ermitage des Aygalades.
Elle fait partie des nombreuses grottes-ermitages de la région de Marseille qui a été la porte d'entrée du christianisme dans la région. L'arrivée des chrétiens dans les Bouches-du-Rhône a laissé d'innombrables traces dans les toponymes et dans les légendes : les Sainte Marie de la Mer regroupe les deux. La fondation de l'abbaye Saint-Victor de Marseille au Ve siècle par Jean Cassien, a maintenu cet élan qui perdure aujourd'hui encore avec l'importance de Notre-Dame de la Garde, la Major et quelques autres lieux ou actes fondateurs dans l'esprit des Marseillais et des Provençaux.
Quant aux grottes-ermitages, on citera la plus célèbre : la Sainte-Baume, qui avant de désigner le massif qui l'abrite serait la grotte qui a accueilli Marie Madeleine, disciple du Christ. Baume signifie grotte en provençal.
Mais le massif de l'Étoile n'est pas en reste qui en abrite de nombreuses aux environs des deux monastères de Notre-Dame du Rôt et de Notre-Dame des Anges, non loin de Mimet